# Olympische Sommerspiele 1928/Teilnehmer (Argentinien)
| Gelbes Symbol für Goldmedaillen mit stilisierten Olympischen Ringen | Graues Symbol für Silbermedaillen mit stilisierten Olympischen Ringen | Braundes Symbol für Bronzemedaillen mit stilisierten Olympischen Ringen |
| ------------------------------------------------------------------- | --------------------------------------------------------------------- | ----------------------------------------------------------------------- |
| 3                                                                   | 3                                                                     | 1                                                                       |

Argentinien nahm an den Olympischen Sommerspielen 1928 in Amsterdam, Niederlande, mit einer Delegation von 81 Sportlern (allesamt Männer) teil.

## Medaillengewinner

### Gold
| Name                    | Sportart  | Wettkampf          |
| ----------------------- | --------- | ------------------ |
| Víctor Avendaño         | Boxen     | Halbschwergewicht  |
| Arturo Rodríguez Jurado | Boxen     | Schwergewicht      |
| Alberto Zorrilla        | Schwimmen | 400 Meter Freistil |

### Silber
| Name | Sportart | Wettkampf       |
| --- | -------- | --------------- |
| Victor Peralta | Boxen    | Federgewicht    |
| Raúl Landini | Boxen    | Weltergewicht   |
| Ludovico Bidoglio, Ángel Bossio, Saúl Calandra, Alfredo Carricaberry, Roberto Cherro, Octavio Díaz, Juan Evaristo, Manuel Ferreira, Enrique Gainzarain, Luis Monti, Segundo Médici, Raimundo Orsi, Rodolfo Orlandini, Fernando Paternóster, Feliciano Perducca & Domingo Tarasconi | Fußball  | Herrenwettkampf |

### Bronze
| Name                                                                             | Sportart | Wettkampf           |
| -------------------------------------------------------------------------------- | -------- | ------------------- |
| Raúl Anganuzzi, Carmelo Camet, Roberto Larraz, Luis Lucchetti & Héctor Lucchetti | Fechten  | Florett, Mannschaft |

## Teilnehmer nach Sportarten

### Boxen
- Juan Trillo
Fliegengewicht: 9. Platz
- Carmelo Robledo
Bantamgewicht: 5. Platz
- Víctor Peralta
Federgewicht: Silber
- Pascual Bonfiglio
Leichtgewicht: 5. Platz
- Raúl Landini
Weltergewicht: Silber
- Humberto Curi
Mittelgewicht: 5. Platz
- Víctor Avendaño
Halbschwergewicht: Gold
- Arturo Rodríguez
Schwergewicht: Gold

### Fechten
- Oscar Viñas
Florett, Einzel: Halbfinale
- Roberto Larraz
Florett, Mannschaft: Bronze
- Raúl Anganuzzi
Florett, Mannschaft: Bronze
- Luis Lucchetti
Florett, Mannschaft: Bronze
- Héctor Lucchetti
Florett, Mannschaft: Bronze
- Carmelo Camet
Florett, Mannschaft: Bronze
- Oscar Martínez
Degen, Einzel: Viertelfinale
- Antonio Villamil
Degen, Einzel: Vorrunde
- José Llauro
Degen, Einzel: Vorrunde

### Fußball
- Herrenteam
Silber
- Kader
Ángel Bosio
Fernando Paternóster
Ludovico Bidoglio
Juan Evaristo
Luis Monti
Ángel Segundo Médici
Raimundo Orsi
Enrique Gainzarain
Manuel Ferreira
Domingo Tarasconi
Alfredo Carricaberry
Feliciano Perducca
Octavio Díaz
Roberto Cherro
Rodolfo Orlandini
Saúl Calandra
Trainer: José Lago Millán

### Gewichtheben
- Casimiro Vega
Federgewicht: 22. Platz
- César Garibaldi
Leichtgewicht: DNF
- Alfredo Pianta
Mittelgewicht: 9. Platz

### Leichtathletik
- Juan Bautista Pina
100 Meter: Halbfinale
200 Meter: Vorläufe
- Alberto Barucco
100 Meter: Vorläufe
200 Meter: Viertelfinale
- Eduardo Albe
100 Meter: Vorläufe
- Serafín Dengra
800 Meter: Halbfinale
1500 Meter: Vorläufe
- Leopoldo Ledesma
800 Meter: Vorläufe
1500 Meter: Vorläufe
- Valerio Vallanía
110 Meter Hürden: Vorläufe
Hochsprung: 19. Platz in der Qualifikation
- Federico Kleger
Hammerwurf: 7. Platz in der Qualifikation

### Radsport
- Cosme Saavedra
Straßenrennen, Einzel: 15. Platz
Straßenrennen, Mannschaft: 8. Platz
- Francisco Bonvehi
Straßenrennen, Einzel: 20. Platz
Straßenrennen, Mannschaft: 8. Platz
- José López
Straßenrennen, Einzel: 21. Platz
Straßenrennen, Mannschaft: 8. Platz
- Luis de Meyer
Straßenrennen, Einzel: 41. Platz
Straßenrennen, Mannschaft: 8. Platz
- Antonio Malvassi
Sprint: 5. Platz
- Francisco Rodríguez
1000 Meter Einzelzeitfahren: 8. Platz

### Reiten
- Amabrio del Villar
Springreiten, Einzel: 34. Platz
Springreiten, Mannschaft: 12. Platz
- Raúl Antoli
Springreiten, Einzel: 40. Platz
Springreiten, Mannschaft: 12. Platz
- Víctor Fernández Bazán
Springreiten, Einzel: 42. Platz
Springreiten, Mannschaft: 12. Platz

### Ringen
- Eduardo Bosc
Bantamgewicht, griechisch-römisch: 14. Platz
- Ricardo Rey
Federgewicht, griechisch-römisch: 9. Platz
- Alberto Barbieri
Leichtgewicht, griechisch-römisch: 13. Platz
- Antonio Walzer
Mittelgewicht, griechisch-römisch: 9. Platz
- Jorge Briola
Schwergewicht, griechisch-römisch: 11. Platz

### Rudern
- Ernesto Black
Achter: 4. Runde
- Pedro Brise
Achter: 4. Runde
- Armin Meyer
Achter: 4. Runde
- Lázaro Iturrieta
Achter: 4. Runde
- Federico Probst
Achter: 4. Runde
- Leonel Sutton
Achter: 4. Runde
- Irving Bond
Achter: 4. Runde
- Gustavo Lanusse
Achter: 4. Runde
- Alberto Errecalde
Achter: 4. Runde

### Schwimmen
- Alberto Zorrilla
100 Meter Freistil: 7. Platz
400 Meter Freistil: Gold 
1500 Meter Freistil: 5. Platz
4 × 200 Meter Freistil: Vorläufe
- Francisco Uranga
100 Meter Freistil: Halbfinale
4 × 200 Meter Freistil: Vorläufe
- Amilcar Álvarez
4 × 200 Meter Freistil: Vorläufe
- Emilio Vives
4 × 200 Meter Freistil: Vorläufe

### Segeln
- Carlos Serantes
8-Meter-Klasse: 8. Platz
- Horacio Seeber
8-Meter-Klasse: 8. Platz
- Miguel Bosch
8-Meter-Klasse: 8. Platz
- Pedro Dates
8-Meter-Klasse: 8. Platz
- Rafael Ernesto Iglesias
8-Meter-Klasse: 8. Platz

### Wasserball
- Herrenteam
9. Platz
- Kader
Ricardo Bustamente
Carlos Castro Feijóo
Francisco Uranga
Jorge Moreau
César Vásquez
Mario Bistoletti
Luciano Rovere